# فاروق الأول الملك الذي غدر به الجميع
فاروق الأول الملك الذي غدر به الجميع  كتاب من تأليف عادل ثابت صدر عام 1989 عن دار أخبار اليوم للطباعة والنشر في 287 صفحة. المؤلف من مواليد 1919 وكان مقرباً للعائلة المالكة في مصر، وبعد تنازل فاروق الأول عن الحكم ومغادرته مصر في يوليو 1952، متجهاً إلى إيطاليا، ظل ثابت مقرباً للعائلة في أوروبا. كان رقيب الصحف الفرنسية والإنجليزية أثناء الحرب العالمية الثانية ومدير بروتوكولات جامعة الدول العربية وقام بإنشاء أول مكتب إعلامي للجامعة العربية في نيويورك، وأصدر مجلة اقتصادية مصرية باللغة الإنجليزية، وهو صاحب دار نشر تحمل اسمه متخصصة في المطبوعات والكتيبات الإعلامية عن مصر ومركزها الرئيسي في لوكسمبرج.
يعرض الكتاب فترة حرجة من تاريخ مصر تنتهي مع حركة الجيش في يوليو 1952.

## محتوى الكتاب
الجزء الأول: ملك في الانتظار
(1) دادات ومربيات
(2) الأمير طالب الكلية العسكرية
(3) الملكة الأم
(4) خلفية عائلة الملكة نازلي
(5) تركة الملك فؤاد
(6) سياسات القصر
(7) زواج ملكي
(8) المتاعب الأولى
(9) القصر والأحزاب، والقمصان الزرقاء
(10) أطوار ملكية غريبة
(11) عيد الميلاد ورأس السنة في الأقصر
(12) حادث عابدين 
الجزء الثانى: الفجوة الإيرانية
(13) تحالف بين الأسر الحاكمة
(14) زائرون من أسرة الأمبراطور
(15) أمبراطورة في محنة
(16) في فيللا انطونيادس
(17) مجموعة الزهرية
الجزء الثالث: ملك كائن
(18) «مصر الكبرى» ضد «مصر الصغرى»
(19) الجامعة العربية والحرب الإسرائيلية – العربية الأولى
(20) أسباب الهزيمة وعواقبها
(21) التعرف على الجنرال
(22) الاهتمام بسعادة الجنرال
(23) الضباط الأحرار والاتصالات الأمريكية
(24) العام الأخير
(25) ملك يرحل
ملحق أول: نسخة من مسودة خطاب استقالة الجنرال شميث
ملحق ثاني: مذكرة عن الخلفية التاريخية والسياسية للأسرة المالكة المصرية
صور نادرة  

## مقدمة
ليست هذه سيرة ذاتية لحياة الملك فاروق، بل هي أقرب في طبيعتها إلى تقرير شخصي عن تجارب المؤلف عن علاقته مع الملك، والتي بدأت عندما كان قريبا له من بعيد، وانتهت بعد أن أصبح معاونا مقربا ووسيطا للملك وعبد الرحمن عزام باشا الأمين العام للجامعة العربية خلال السنوات الحرجة التي سبقت وأعقبت كارثة حرب 1948 في فلسطين. ولقد تعمدت تجاهل الكثير من القصص المروعة والمثيرة التي أحاطت بذكرى فاروق، إذ أنها إما زائفة وإما مبالغ فيها إلى حد بعيد وهي قبل كل شيء لا صلة لها بقصة الأحداث الرئيسية خلال فترة حكمه، وعلى أية حال فإن مطاردي النساء، والمقامرين، والناهبين كان منهم قادة بارزون أيضا في التاريخ. وسوف يلاحظ القراء أن لهجة الكتاب ليست انتقادية في قسوة ولا هي تضفي هالة من القداسة. ولقد افترضت أن فاروق كان ضحية سلسلة لا نهاية لها من أعمال الغدر، إلى أن غدر هو بنفسه في النهاية. لقد بدأت الإساءات اليه في مطلع شبابه عندما كان ضحية لأم قوية الشكيمة، تحكمت في سنواته الأولى وإدارتها، ومررت بسرعة على الغدر الأكثر خطورة إلى أقصى حد لحيدر باشا القائد العام لجيشه، والذي قد يعتبر علامة على المرحلة الأولى التي أدت إلى تنازله عن العرش،  ومع ذلك فان هناك تفسيرا أكثر تعمقا قد يعلل ما أصاب فاروق من محن. لقد كان فاروق ضحية تجرية، فقد سعى والده الملك فؤاد لان يجعل أبنه مصريا يتميز عن أي ملك عثماني أو في الشرق الأدنى، ومن ثم فقد تلقى الأمير الشاب تعليما مصريا تقليديا، واللغة التركية التي كانت تمثل ولاء أسرة محمد علي الراسخ للسلطان العثمانى بعد أن سلب منه. وقد ظل الملك فؤاد في الواقع يعرب عن عداء ملحوظ تجاه استانبول وحكامها لفترة طويلة بعد اختفاء إمبراطورية البوسفور. وورث فاروق هذه المشاعر، وأبدى طوال حياته روحا وطنية مصرية حقيقية قوية، وما تسبب بدوره في صدام مع السفير البريطاني السير مايلز لامبسون (لورد كيلرن) الشخصية البريطانية بالغة القوة.. وما تبع ذلك من عواقب مشئومة. غير أن النفوذ البريطاني أخذ يتراخى، بينما كانت الحرب العالمية الثانية تقترب من نهايتها، وقد اضطلع فاروق بمهمة تحدي الوضع البريطاني في الشرق الأوسط، مع السعي خلال ذلك لضم الأمريكيين إلى جانب مصر، وفي عام 1948، وبعد سنوات قليلة من السيطرة على الجامعة العربية في 7 أكتوبر 1944، وجد فاروق نفسه الزعيم المعتدل المقبول للعالم العربي، مواجهة أول اختبار كبير له.. وهي الحرب الفلسطينية الأولى. ورغم أن المسئولية الرئيسية والواضحة عن سوء إدارة الحرب وهزيمة مصر، قد القيت على أبواب المؤسسة العسكرية، فإن فاروق هو الذي واجه اللوم. وقد قوض القائد العام للجيش المصري محمد حيدر باشا محاولة فاروق
التالية لاسترداد مكانته عن طريق إصلاح القوات المسلحة. باستخدام الضباط الألمان لإعادة تدريب الجيش، وكان من نتائج ذلك أيضا أن فاروق فقد تأييد الأمريكيين، الذين يبدو أنهم اتخذوا قرارا بالعمل ضده بنشاط، وأرسلوا فريقا ضاربا  من وكالة المخابرات المركزية لإنشاء اتصال مع العناصر المناهضة للملكية.. لقد كانت حماسة فاروق الوطنية، وولاؤه لالتزامات مصر الفلسطينية هي التي كلفته عرشه في النهاية، ومع ذلك فإنه لو كان قد تصرف بصورة حازمة ضد انقلاب القاهرة في 1952 لاستطاع أن ينقذ حكمه في النهاية، ولكنه فضل أن يترك الأحداث تسبقه، وأدى ذلك إلى انه اكتسب لنفسه رحيلا مخزيا من مصر. لقد كان فاروق كغيره من الوطنيين المصريين المتحمسين يعاني عدم قدرة على التخفيف من مشاعره الوطنية الملتهبة بحس سياسي وحرص يتسم بالتعقل. وقد شاركه نفس هذا العجز قادة مصريون مختلفون، مثل محمد علي الذي أثارت مغامراته المنتصرة رد فعل عالميا ضده في 1840، وعرابى باشا الذي كانت مواقفه الوطنية المتطرفة هي الذريعة الرئيسية للاحتلال البريطاني في 1882، وكذلك الخديوي السابق عباس حلمي عم فاروق، الذي فقد عرشه عشية الحرب العالمية الأولى في 1914 بسبب تقريعه العلني وصدامه مع لورد كتشنر. ولعل أكثر الجوانب شذوذا في تنازل فاروق عن عرشه، أنه أبعد عنه بواسطة ذلك العنصر المصري الذي ربما كان من المتوقع أن يقدم له التأييد السياسي الرئيسى وهو العنصر الذي يعتمد أساسا على الطبقة المصرية المتوسطة ذات النزعة المحافظة، والتي كان يمثلها مجموعة من ضباط الجيش الذين كانوا قد وصلوا إلى رتبة اليوزباشي أو البكباشي، والذين ينتمون في مصر إلى قطاع من المجتمع بارز اجتماعيا. فما الذي جعل هؤلاء الذين يعتبرون أقارب للمؤسسة الفاروقية الحاكمة يتمردون؟
ان الرد في، رأي المؤلف، يكمن في عدم الوحدة المتوطن في جسم السياسة المصرية، وعدم وجود أية أداة دستورية قادرة على كبح التجاوزات السياسية لزعمائها، والتدخل الذي لا ينتهي ابدا في شئون البلاد بوساطة أيد دخيلة، عززها دستور 1923 الذي أخطأه التوفيق! غير أنه فوق كل ذلك ووراءه، وككلمة أخيرة فإن السبب الحاسم للتخلي عن العرش هو غياب أي حوار بين الملك والضباط الشبان المتحمسين، الذين كانوا أضواء الجيش الصاعدة. وقد يعزى سبب ذلك بصورة مباشرة إلى نظام القصر الذي خلق حاجزاً بين الملك ورعاياه. وقد كان الكاتب أحد الأشخاص القلائل في مصر الذي استطاع اختراق هذا الحاجز لفترة ما، وإلا لما أتيح لهذا الكتاب أن يظهر أبدا؟
القاهرة فبراير 1989
عادل محمود ثابت 

## تمهيد
«سأكون ملكا لبافاريا، وهكذا سوف يشعر هنا انه في وطنه».
هذه الملاحظة غير المتوقعة، أدلى بها الملك فاروق في 1949 ردا على استفهام من الجنرال أرتور فيلهلم شميت بالفيلق الأفريقي سابقا، وباللواء البافاري الملكي لحراس الحياة سابقا«، ويتابع الكاتب عادل ثابت قائلاً:» عندما وصلنا معا إلى القصر، وأدخلنا أحد الأمناء المتحفظين وكانت السرية هي الطابع السائد يومئذ، فلم نرى أحدا من الخدم، وكانت العيون المتفحصة للبريطانيين أي غيرهم من العملاء المندسين بين العاملين في القصر مقصورة على بعض الخدم في بدروم القصر أو الطوابق العليا. وهكذا كنا بمفردنا مع صاحب الجلالة من كل ناحية. كان الأمر بالوجود في الحضرة الملكية قد وصل الينا دون انذار، وعلى الفور كان الجنرال الضئيل الحجم قد قفز إلى وضع انتباه، واتجهت ذراعاه نحو الأرض في تصلب وإن كانتا منفرجتين قليلا نحو الخارج. وقد تمدد جسمه القصير الممتلئ ولكن في أقصى قوة، واتخذ رأسه ذو الشعر القصير وتكاد تكون بلا عنق زاوية بدقة رائعة. ومشينا بخطوة الأوزة خلال الباب المفتوح إلى الحضرة الملكية، بين صوت الحذاء العسكري، وقعقعة عدد لا يحصى من الميداليات الخيالية، وصليل سيف فرسان بافاري وعلى مسافة متر واحد بالضبط من مكتب الملك، حيث كان يجلس صاحب الجلالة الذي أذهله المنظر نوعا ما، توقف الجنرال فجأة، وتبع ذلك دقة بالقدمين، ثم ارتفع صوت الجنرال وكأنه في ساحة استعراض: الجنرال أرتور فيلهلم شميت، القائد السابق لقلعة بارديا، والقائد السابق في ليبيا، وقائد الميدان السابق لجيش فون كلوج أمام موسكو، والحاكم العسكري السابق لستراسبورج، والقائد السابق لمجموعة معركة دولمان، يقدم نفسه لصاحب الجلالة، يقف في وضع استعداد لتلقي أوامر جلالتكم الأخرى. وكان هذا كله مصحوبا بتحية سلام رائعة، أعقبتها وقفة انتباه صارم. واستجمع الملك فاروق الذي لم يربكه هذا العرض من الأبهة العسكرية غير المألوفة لحظة واحدة، شمل نفسه وقال: «انني مسرور للغاية لرؤيتك يا جنرال .. هل تتفضل بالجلوس».
وفي هذا الحديث والمحادثات التالية، أظهر الملك فاروق تفهما ملحوظا للعجز العسكري المصري الناتج أساسا عن عدم كفاءة الرتب العليا من ضباط مصر الذين دربهم البريطانيون، والتي كشفت عنه بعد ذلك هزيمة مصر في حرب 1948 ضد دولة إسرائيل الجديدة، وقال لشميت: "أننى أريد منك أن تساعدنا على بناء الجيش المصري لكي يصبح قوة مقاتلة فعالة، تتمتع بكل المزايا والخبرات التي اكتسبها الجيش الألماني خلال الحرب العالمية الثانية". وقال الملك: "فسوف ننشيء قيادة للتدريب تتولاها هيئة، مشتركة من الضباط الألمان والمصريين، الذين سيضعون معا الأسس لتنظيم جيش نموذجي جديد سنطلق عليه اسم "النظام الجديد". كان هذا التعبير الذي يعنى نظاما جديدا قد استخدم أصلا لوصف جيش الجد الأكبر لفاروق، الذي شكله الضباط الفرنسيون على النمط النابوليوني القديم في العشرينات من القرن التاسع عشر، وقد هزم جيش النظام الجديد المصري في ذلك الحين الوهابيين، وقمع الثورة اليونانية في انتصارات متتابعة، انتهت بإبادة الجيش العثماني في نزيب، مما وصل بالقوات المصرية إلى أبواب استانبول. وكان أحد قواد أجداد فاروق، وهو سليمان باشا الفرنساوي، أحد ضباط نابليون وهو الذي حقق في عشرينات القرن التاسع عشر ما كان فاروق يرغب أن يقوم به شميت بعد هزيمة 1948.
..........
اقترح شميت، بأنه ينبغي اختيار الضباط الذين أظهروا قدرة على القيادة بعناية على أساس أدائهم في ظروف القتال الحقيقي. وكانت الحرب العربية الإسرائيلية في 1948 قد وضعت في الحسبان، على أن يوضع الذين أظهروا قدرة على الزعامة في مراكز قيادية، ولو تم ذلك، لكان من المحتمل إلى حد بعيد، أن يثبت جمال عبد الناصر وصلاح سالم وغيرهما من الضباط الذين شكلوا نواة حركة الضباط الأحرار الثورية كفاءتهم، ولو وجدوا مراكز مناسبة ومرضية تماما في الجيش الجديد. ومن سوء الحظ أن الدسائس حول الملك، والجدل الذي كان يدور حول الخطر السياسي بين الضباط الأكفاء، وربما الخوف من أن يستخدم مثل هؤلاء الضباط فعلا في جيش جديد، هو الذي جعل الحرس القديم بزعامة حيدر باشا القائد العام في ذلك الحين يعملون على إبعاد عدد من أفضل ضباط مصر إلى حاميات نائية بعيدة عن القاهرة وعن الملك فاروق قدر الإمكان، وهكذا كانت بذور ثورة عبد الناصر في 1952 قد أخذت تنبت فعلا.  
.......
كان فاروق باعتباره شخصية معرضة للهجوم والتجريح لا يفلت من اهتمام صحافة الاثارة العالمية، التي راحت تجعل منه صورة لشخصية الغول الخيالي لحاكم مسلم من العصور الوسطى، وزاد من تعقيد الأمور أن الصحف الموالية لاسرائيل في الولايات المتحدة، والتى تأثرت بشدة بالصورة التي كان يقدمها الممثل اليهودي الكوميدي ادى كانتور في هوليوود عن الشرق وزعمائه، مما جعل الصورة الكاريكاتيرية أكثر تطرفا بصورة كريهة. وفوق كل شيء آخر فإن العداء لفاروق داخل الجالية البريطانية، وخاصة السفير السابق مايلز لامبسون (الذي أصبح فيما بعد لورد كيلرن) ألهمت العديد منهم حبك عدد من السير الذاتية الكاذبة عن حياة فاروق الشريرة بصفة خاصة فيما بعد. وقد بلغ من مدى الافتراء على فاروق أن المرء يتساءل عما إذا كان من الممكن الوصول إلى رأي موضوعي معقول عنه .. حتى الآن. لقد عرف الكاتب فاروق جيدا وشخصيا، وكانت له بالأحرى علاقة خاصة مع الملك، فقد كان من أقاربه، ومعاون له، ومن ثم فإنه يمكن أن يتوقع منه تحيزا لمحاباته بطبيعة الحال، غير أن التقارير المتحيزة ليست لها أية فائدة كبيرة لأي شخص. وكاتب التراجم الأحمق بصفة خاصة هو وحده الذي يحاول صقل موضوعه بصفة خاصة. وباعتباري واحدا ممن استمر ارتباطهم بالملك منذ 1936 وحتى عشية تنازله عن العرش، وهى فترة تشاجرت خلالها مع جلالته بعنف، أبعدني عن دائرة الملك عدة شهور، فلعلني كنت في وضع فريد لمراقبة الأحداث عن كثب. كانت علاقتى به قوية للغاية، بحيث كان لها بالتأكيد تأثيرها على اعتقالي فيما بعد لسنوات عديدة حيث قدمت للمحاكمة بواسطة نظام عبد الناصر (وكان بين التهم التي وجهت إلي يومئذ) (1) التآمر مع العناصر الرجعية في الجيش لإعادة النظام القديم و (2) التخابر مع العدو، و (3) أنني كنت مستشارا لسفارات أجنبية بشأن تجنيد جواسيس مصريين، كما وصفوني بأنني صنيعة الأسرة المالكة وأنني تربيت في قصور الرجعية، وما إلى ذلك.
وفي كل أنظمة الحكم، يكون الأشخاص ذوو القرب المباشر من مراكز السلطة في وضع يتيح لهم القيام بأدوار وممارسة نفوذ يتجاوز كثيرا أي منصب آخر. وكانت تلك هي تجربتي لفترة قصيرة. ونتيجة لذلك فإنني أعتقد أنني استطعت النفاذ إلى داخل فاروق عن كثب كأي شخص آخر. كان فاروق يتمتع بسحر خاص. وهي صفة ذات قيمة كبيرة بالنسبة لملك، وكانت عنده بساطة، وتلك القدرة على إظهار صداقة ودفء يزيل الشكوك، مما أكسبه أصدقاء كثيرين، وكان بالمثل رجلا له عقل شاب، مستعد دائما للمزاح، ولديه الحس المصري الحاد للمرح، والذي يعد واحدا من أثمن أرصدة أبناء وطننا وأكثرها جاذبية. غير أن شبابه أدى فعلا إلى اتهامه - وقد يكون لذلك ما يبرره احيانا - بالخفة والاستهتار الزائد عن الحد. فقد كان يقوم أحيانا بأسخف الحيل على وزرائه، ويجد ما يسره عندما يضعهم في مواقف تثير السخرية. وأذكر جيدا مظاهر الإذلال المحرجة للباشوات العجائز، وبينهم رئيس وزراء سابق، عندما أطار الملك، بعد مأدبة عشاء كبرى طرابيشهم من فوق رؤوسهم بعد أن قذفها بثمار الطماطم والخيار بتصويب جيد، وربما كانت هناك نزعة انتقام معين لسلوك جلالته، ولكنني كنت أعرف أنه كان يستاء غالبا من خنوع وزرائه. وكان يقول وهم ينحنون أمامه وأقدامهم إلى الوراء ويتصرفون بذل زائف: «انظر اليهم أنهم لا يحترمون أنفسهم، فكيف أستطيع أن أحترمهم».
كان فاروق ملكا يشعر بإحباط .. تحيط به كل مظاهر الملكية المطلقة، ويقدم له التبجيل الذي يقدمه الإنسان لاله، غير انه كان يعرف أن قوته وهمية، وأن إخلاص حاشيته مسرحي إلى حد كبير. وخلال الجزء الأكبر من حكمه، كانت سلطة الحكم الفعلي تحت تصرف السفير البريطاني الذي كان يكن له عداوة شخصية، ويتمتع بالطاعة بين وزراء فاروق، بأكثر مما كان يمكن أن يتوقعه لنفسه إلى حد معقول. وسوف ترى أن حادث عابدين الذي وقع في وقت صراع الحلفاء ضد قوات رومل في الصحراء الغربية عام 1942، كان في حد ذاته عملا متسرعا عجل به إذعان رئيس وزراء مصري، هو حسين سري باشا لطلب من السفير البريطانى بإبعاد الوزير الفرنسي لحكومة فيشي في القاهرة، فقد قبل سري باشا طلب لامبسون، رغم أنه كان يدرك جيدا أن فاروق عارض هذا الإجراء. واعتبر الإذعان لطلب السفير البريطاني انتهاكا للسيادة المصرية .. وكانت كذلك فعلا.
وفي اقتناعي أن الآمال الكبار التي وضعت في فاروق عندما تولى العرش، كشاب جذاب يتمتع بشعبية واسعة، كان لها ما يبررها تماما في ذلك الحين، إذ كان الملك الشاب الذي يمتلك كل الصفات الضرورية التي يعيش وفقا لها. وكان الشيء الذي ينقص فاروق هو الخبرة والمشورة، ونوعا من فن إدارة سياسة الدولة الذي كان لدى أبيه من قبله. ولو أن الملك فؤاد عاش فترة أطول، وكان موجودا بشخصه ليعلم ابنه فنون الملك، لكتب التاريخ بصورة مختلفة تماما. ولظل فاروق حيا وحاكما إلى اليوم .. ولكن لنبدأ من البداية.

## مقتطفات من الكتاب
الجزء الأول: ملك في الانتظار (الأمير طالب الكلية العسكرية)
حدث لقائي الأول بفاروق في صيف 1936 بعد عودته من الأكاديمية العسكرية في إنجلترا عقب وفاة أبيه الملك فؤاد في إبريل من ذلك العام. وكانت الملكة نازلي بعد وفاة زوجها قد فصلت مس نايلور فورا، وسألت أمي عما إذا كان في استطاعتها أن توفر لها بديلا واقترحت مس برودينت، وكذلك مس ليندساى ايليس، التي كانت حتى ذلك الحين رئيسة للحكيمات في مستشفى قصر العيني. وكانت الأيام الأخيرة من حياة الملك فؤاد زاخرة بالأحداث، وعندما كان الملك العجوز يحتضر فعلا، اتصلت الملكة نازلي بأمي تليفونيا وقالت: «ان فؤاد يحتضر، وهناك شائعة بأن البريطانيين سوف يضعون الأمير محمد علي على العرش بدلا من فاروق، ولابد أن نفعل شيئًا بسرعة». ودعى مؤتمر للانعقاد على عجل في بيتنا بقصر الدوبارة، مع شريف صبري باشا شقيق الملكة نازلي، ووكيل وزارة الخارجية في ذلك الحين. وتقرر إرسال برقية إلى فاروق للعودة للوطن من إنجلترا في أسرع ما يمكن، وأن تطلب الحكومة المصرية رسميا من السلطات البريطانية إعادة وريث العرش الشاب من أكاديمية وولوتش العسكرية بطريق الجو وتم تنظيم الدعاية المناسبة في الصحف. ويحتمل أن يكون البريطانيون قد أخذوا على غرة قبل أن يتاح لهم الوقت حقا تنظيم بديل لترتيبات صنع الملك، ولعل هذه الترتيبات كانت ستتخذ شكل بلاغ يصاغ بصورة مناسبة، يوحى بأن فاروق صغير للغاية، وانه سوف تتاح له فرصة إنهاء تعليمه، وأنه على أية حال فإنه لما كان الحق الإلهي لوراثة الملك لم يكن له وجود فعلا في بلد إسلامي.
الجزء الثالث: ملك كائن (العام الأخير)
وعدنا إلى القاهرة التي كانت لاتزال خاضعة لنظام حظر التجول، ولاتزال مظاهر التخريب واضحة فيها .. كان السخط في كل مكان، وأصبح الملك الهدف الأساسي للاستياء .. وفي القصر كانت حرب الدسائس مستمرة، والملك نفسه يتوسط الجدل الذي يدور في الجيش. ومن ناحيته كانت عصبة حيدر باشا تحاول في يأس الاحتفاظ بثقة الملك، ومن الناحية الأخرى كانت هناك مجموعة أخرى برئاسة اللواء حسين سري عامر تمد الملك بتقارير دقيقة عن الضباط الأحرار. وقد ذكرني أحدهم بحادث يبدو انه جدير بالذكر .. «كان حسين سري عامر قد استطاع أن يعد تقريرا كاملا بالأسماء، والأفعال والطموحات الخاصة بمجموعة عبد الناصر .. وعرفنا أنه تقرير ملعون، وأنه في طريقه إلى فاروق في الإسكندرية، حيث كان قد توجه لتفقد يخته المحروسة، الذي كانت تمت عملية تحديثه وتجديده في إيطاليا. وكان لابد من عمل شيء، حيث كان هناك دائما خوف من أن فاروق قد يتخذ إجراء ما. وكنا نعرف أن حيدر باشا قلق بشأن ارتفاع مركز حسين سري عامر في التقدير الملكي، ومن ثم فقد أرسلنا عبدالحكيم عامر، وهو أحد أفراد أسرة حيدر باشا، لتحذيره بأن حسين سري عامر يختلق حكايات عن الضباط الأحرار لكي ينال الحظوة لدى فاروق. وكان رد حيدر هو:» أنني أعرف ماذا تدبرون .. أنتم أولاد أشقياء وتلعبون لعبة شديدة الخطورة«. وعند هذه المرحلة كان حيدر قد انحاز إلى جانب متمردي الجيش ضد فاروق لأنه كان يعرف جيدا أن مستقبله - أي فاروق - قد انتهى. وانطلق حيدر على الفور إلى الإسكندرية لابلاغ الملك أن تقرير عامر متحيز وغير صحيح، وهكذا أقنع فاروق بعدم اتخاذ إجراء في ذلك الحين، حتى يمكنه أن يحبط العملية بأسرها. وكان من نتيجة ذلك أن فاروق فضل تأجيل الأمور، حتى بدأت الأزمة الحقيقية مع ضباط الجيش تكشف عن نفسها في الصيف». وكان الحدث الذي عجل بالأمور، هو تعيين رئيس جديد لنادى الضباط بالقاهرة. ولما كان مرشح الملك هو اللواء حسين سري عامر، فقد عارض عبد الناصر ومجموعته التي كانت تتمتع فعلا بنفوذ في دهاليز العسكريين هذا الترشيح، واقترحوا بدلا منه اللواء محمد نجيب.  وكان هذا أول تمرد علني من الضباط في وجه طلب ملكي. وقد أقنع فاروق بأن أقوال حيدر باشا المطمئنة كانت زائفة وأن اللواء حسين سري عامر كان على صواب. وتحرك على الفور لتعيينه وزيرا للدفاع، وهو منصب يتوقع منه أن يتخذ إجراءات فورية ضد الضباط الأحرار، غير أن هؤلاء قد اصبحوا الآن في مركز يتيح لهم ممارسة الضغط على الحكومة. وعندما عرضت رئاسة الحكومة على الهلالي باشا. رفض أن يأخذ فيها حسين سري عامر، وبالمثل رفض المرشح الآخر لرئاسة الوزارة وهو حسين سرى باشا خال الملكة فريدة عندما اتصلوا به لتشكيل حكومة يكون فيها عامر وزيرا للدفاع، وكان قد تلقى معلومات من زوج ابنته برفض الترشيح، وكان زوج ابنته شقيقا لأحد الضباط الأحرار. وعندما وجد الملك أن كل الأبواب مغلقة قرر الوصول إلى حل وسط مع الضباط الأحرار. قال انه مستعد لجعل اللواء محمد نجيب وزيرا للدفاع اذأ استطاع حسين سري عامر أن يصبح رئيسا لنادى الضباط. وكانت تلك بطبيعة الحال صيغة لانقاذ ماء الوجه تستهدف طمأنة الضباط الأحرار، ولكن امكان نجاحها في مثل تلك الساعة المتأخرة كان أمرا مشكوكا فيه. وعلى أية حال فإن العرض لم يحدث قط، حيث انه لم يكن هناك أحد ينقله للضباط الأحرار، بعد أن رفض حيدر حمل مثل هذه الرسالة حتى لا تكشف مركزه الغامض كوزير للدفاع، الذي قدم استقالته ولكنها لم تكن قد تأكدت بعد.
........
كانت ليلة 23 يوليو 1952 في الإسكندرية يسودها جو منعش وكانت الأميرة فائزة قد قررت القيام بنزهة في ميناء الإسكندرية في الرملة البيضاء حيث تصيد الجمبري ومخلوقات البحر الأخرى. وكانت «الرملة البيضاء» منطقة مفضلة للسباحة في الميناء، حيث كان القاع الأكثر ضحالة رمليا .. وكان الميناء في تلك الليلة أشبه بمكان ساحر يتلألأ بالنور. وكانت السفن والأنوار الكاشفة تتنافس مع قصر رأس التين الذي تغمره الأضواء، وهو القصر الذي أقامه محمد علي في أوائل القرن التاسع عشر، تعلوه قباب بهيجة من طراز الروكوكو الذي كان سائدا في ذلك الحين. وأقلعنا إلى منطقة صيدنا في أحد القوارب الشراعية المكشوفة ذات الصاري المرتفع الذي يستطيع حمل ثلاثين شخصا على الأقل براحة معقولة. ولكن لعل المياه ذاتها كانت أكثر العناصر اثارة، فقد كان في إمكاننا أن نرى المخلوقات البحرية ومن بينها الأسماك الزرقاء، وأسرابا من الأسماك الصغيرة التي تترك في أعقابها خطوطا فوسفورية دقيقة وهي تغدو وتروح بنشاط في المياه المظلمة. وكان الغوص في ذلك البحر من الضوء، والتحول إلى شكل جذاب مضئ أشبه بالآلهة، يغوص بسرعة في المياه الأكثر عمقا وبرودة في ضباب رقيق من الفقاعات المتوهجة، تجربة رائعة .. كنا جماعة كبيرة تضم إلى جانب الأميرة وزوجها الأمير محمد علي رؤوف، الماركيز دي بيرينات، وجوجو نعوم ابن الحاخام الأكبر لليهود، وميرا وهبة، والحشد المعروف في قصر الزهرية. كان الصيد في تلك الليلة ممتازا واستطعنا فعلا التقاط الجمبري من الماء .. وياله من جمبرى .. كان طوله خمس بوصات يمتلئ بلحم أبيض نظيف .. وكان الطعام الذي يحوى الشمبانيا مع الجمبري والكافيار شيئًا رائعا يتناسب مع المناسبة والجماعة. وفي الرابعة صباحا أقلعنا عائدين إلى مرسى نادي اليخت الملكي، وبينما كنا نمر بجوار مدمرتين بحريتين، سمعنا أصوات الأبواق التي توقظ أطقمها. وقال أحد أعضاء جماعتنا معلقا في مزاح: «ياللروعة .. ان البحرية المصرية تتفوق على البريطانية في نوبة الاستيقاظ في الصباح المبكر». وقال آخر في سخرية أكثر: «لابد أنه وقعت أزمة حكومية أخرى، وقد أعلنت حالة التأهب».
وعندما وصلنا إلى السيارات التي تقف خارج النادي، أدهشنا أن نلاحظ وجود حشد صغير من طلبة الكلية البحرية في الشارع، ونظروا إلينا في فضول .. كان هناك توتر واضح في الجو .. غير أن الساعة كانت الرابعة صباحا، ولم يكن في استطاعتنا أن نفكر في شيء آخر غير الفراش. وعدت إلى بيتي، ولكن في الساعة السابعة تماما أيقظني زميل من الجامعة العربية وأبلغني أن هناك شيئا حدث خلال الليل في القاهرة. ولو أن فاروق، في هذا الصباح الأول للانقلاب أخذ سيارته وقادها مباشرة إلى قيادة حامية الإسكندرية بثكنات مصطفى باشا، لاستطاع أن يتولى قيادة
قوة عسكرية كبيرة يزيد عددها كثيرا على متمردي القاهرة وبالإضافة إلى ذلك فقد ظلت البحرية المصرية موالية. ومن الممكن الإعتماد عليها للتدخل لصالح جلالته، ولكنه قرر أن يبقى ساكنا وترك الأحداث تسبقه. وبعد بضع سنين أعربت عن دهشتي لهذا الخمول السلبي لإسماعيل شيرين فقال: "لقد أراد الملك تجنب سفك الدماء وأن يقاتل المصريين المصريين، وبالفعل فإنه عندما قام حرس الملك الذي يدافع عن قصر رأس التين بصد هجوم للقوات الثورية، طلب الملك بوقف اطلاق النار.. فقد كان مصمما على إحباط أية حرب أهلية دموية محتملة. ولم يستغرق الأمر أكثر من 48 ساعة لكي يؤمن فريق عبد الناصر موقفهم وأن ينقلوا قوات كافية من الموالين لهم لتأكيد قبضتهم على الإسكندرية. وبعد أن تحقق ذلك، فإن الخطوة التالية كانت مطالبة الملك بالتنازل عن عرشه. وتحركت الأحداث بسرعة مذهلة. ففي خلال ثلاثة أيام من الإنقلاب، كان فاروق يتأهب للرحيل، وتم تنازله عن العرش في 26 يوليو. وكانت الأوامر قد صدرت لليخت الملكي بالاستعداد، ونظم حفل رسمي للرحيل في رأس التين شهده اللواء محمد نجيب الزعيم الاسمي للانقلاب وضباط آخرون من زعماء الانقلاب.
كان غياب عبد الناصر واضحا .. ولكن شخصين أخرين لم يتغيبا، هما الأميرتان فايزة وفوزية اللتان قررتا ضرورة رؤية شقيقهما قبل مغادرة البلاد وجاءتا بصحبة زوجيهما، ولابد أن يعجب المرء بشجاعة هؤلاء الشبان الاربعة الذين كان لديهم أكثر من سبب يدعوهم إلى الخوف، ولاسيما بعد حادث اطلاق النار في رأس التين في نفس اليوم، واحتشاد آلاف المتظاهرين عند مشارف القصر، والذين قد يكونوا معادين إلى حد خطير لشقيقتي الملك المطرود .. لقد أقررت عزمهما، وشجاعتهم في وجه مجموعة ثورية خطرة غير معروفة. وتوجهت لرؤية عزام باشا، الذي توجه على الفور إلى التليفون للإتصال بعلي ماهر، الذي دعاه الضباط الأحرار لرئاسة وزارة الثورة الأولى. وتحدث علي ماهر إلى أنور السادات، الذي أحال المسألة بدوره إلى عبد الناصر .. وخلال دقائق تمت الموافقة على الطلب. وكان عليهما أن تكونا في قصر المنتزه في الرابعة بعد الظهر لوداع شقيقهما.
وفي عصر ذلك اليوم توجه السفير الأمريكي كافري بصحبة أنور السادات وصديقنا بوب سيمبسون في طريقهم أيضا لحضور رحيل فاروق. وسأل مستر كافرى: «حسنا يا قائمقام .. هل ستبرمون صلحا مع إسرائيل الآن ؟».. فأجاب أنور السادات: «سوف نفعل ذلك بمجرد تطهير الفساد»، وقد فعل ذلك بعد ثلاثين عاما.

## نقد وتعليقات
كتب صلاح عيسى على موقع "البيان" في 20 مارس 2001: "لم تثر الطريقة العبثية التي مات بها "عادل ثابت" ضجة كالتي أثارها صدور كتابه "فاروق الأول: الملك الذي غدر به الجميع"، يشير الكاتب صلاح عيسى إلى مقتل عادل ثابت في حادث سيارة، ويواصل قائلاً: "كان كتابه عن الملك فاروق صدمة أذهلت أجيالاً تشربت خلال ما يقرب من نصف قرن، تحت ضغط دعاية رسمية مكثفة ومبتذلة، صورة لآخر ملوك مصر، لا تقل ابتذالاً عمن رسموها: كائن بدين، لا يفيق من شرب الخمر (التي لم يذق منها قطرة واحدة في حياته) ولا هم له إلا مطاردة النساء، وعقد صفقات الفساد ونهب المال العام، والتآمر مع المستعمرين"، تنتهي مقالة عيسى وهو يقول: "الأمريكيين والإسرائيليين كانوا وراء عزل (فاروق)، لأنه كان يسعى لبناء جيش وطني يمحو عار هزيمة 1948، وبأن ثورة 23 يوليو تمت بتواطؤ أمريكي إسرائيلي وهي إيماءة لا يمكن أخذها مأخذ الجد، بسبب خطأ جوهري في المعلومات، هو أن أنور السادات لم يكن في وداع الملك (فاروق) عند رحيله إلى المنفى، بل كان جمال سالم، وبسبب الشواهد التالية، أما المؤكد، فهو أنه كان مستحيلاً أن يغفر عادل ثابت لعبد الناصر أنه غدر به، فاتهمه بالتجسس، بعد أن خدم نظامه لسنوات، فأراد أن يرد له التحية بأحسن منها! وما أكثر التحايا المتبادلة التي تحفل بها صفحات التاريخ".
كتب أحمد الشريف على موقع «جريدة الأمة الإلكترونية» في 24 مارس 2022: «تهمة سمّ الملك فاروق في 18 مارس 1965 من قبل نظام عبد الناصر والتي لا يمكن إثباتها بأي صورة موضوعية ولكن نستطيع نفيها بسهولة من خلال شهادة هامة للسياسي الكبير مرتضى المراغي آخر وزير داخلية في العهد الملكي، والذي كان منفيا خارج البلاد طوال فترة حكم عبد الناصر بسبب حكم جائر عليه بالأشغال الشاقة المؤبدة بتهمة التآمر على ثورة يوليو ورئيس الجمهورية».
كتبت إيناس مرشد على موقع "ماسبيرو" في 2 أكتوبر 2017: "الصديق المقرب للملك فاروق "عادل ثابت" في كتابه "فاروق الأول.. الملك الذي غدر به الجمع" ووصف خلالها الواقعة بأنها أروع ما حدث في العلاقات المصرية الإنجليزية، وأشار فيها إلى أن صانع الواقعة السفير البريطاني مايلز لامبسون الحاكم العسكرى الأكبر من حجمه الحقيقى الذي يمثل جورج الخامس ملك إنجلترا الهادئ المتواضع، وروى "ثابت" في كتابه عن مايلز لامبسون قائلا "لقد قابلت سير مايلز قبل ذلك، وعرفت أنه ليس شخصية خجولة أو عزوفاً عن الدعاية، ومع ذلك فقد قبل باستسلام ظاهر تنزيل مرتبته من الوضع الرفيع كمندوب سام وشريك في حكم مصر مع الملك الراحل فؤاد، إلى مرتبة ممثل معتمد "كسفير" لدى الملك فاورق، ومن حاكم فعلي إلى دور الدبلوماسى، وهي مهنة لم تكن تناسب سير مايلز ذى المزاج السريع الهياج، وكان فاروق مصدر إحباط كبير للسيد مايلز، فالغلام كان يفعل دائماً الشيء الخطأ، ويتشاور مع وزراء مصريين غير مناسبين من أعداء بريطانيا، أو – وهو أسوأ الأمور- يتصرف وكأنه الملك الحقيقى للبلاد. وكان السيد مايلز حسب ما ذكر "ثابت" يعتقد أن فاروق يتآمر بوضوح ضد الإمبراطورية البريطانية، وأنه يؤوى جواسيس إيطاليين، ويدير شبكة مخابرات تزود جيوش هتلر وموسوليني بمعلومات عسكرية حيوية".

## كتب تستشهد بكتاب «فاروق الأول: الملك الذي غدر به الجميع»
- نساء الأسرة العلوية ودورهن في المجتمع المصري (مروة علي حسين)
- العائلات الرأسمالية اليهودية ودورها في السياسة العالمية (محمد عاشور / رانيا مصطفى/ د. مدحت محمد)
- المرأة العربية والفكر الحديث (مفيدة محمد إبراهيم)
- شخصيات لها العجب: ذكريات.. تراجم.. دراسات.. ووثائق (صلاح عيسى)
- نساء الملك فاروق .. العرش الذي أضاعه الهوى (أشرف مصطفى توفيق)
- الأمن القومي العربي بين النظرية والتطبيق (دراسة من إعداد: أحمد أمين عبد العال - المركز الديمقراطي العربي 16 سبتمبر 2018)

## وصلات خارجية
https://www.faroukmisr.net/report6.htm فاروق الأول الملك الذي غدر به الجميع
https://search.mandumah.com/Record/683356 فاروق الأول الملك الذي غدر به الجميع
https://www.goodreads.com/ar/book/show/10309066 فاروق الأول الملك الذي غدر به الجميع
https://www.youtube.com/watch?v=aVcgLkTGIKw فاروق الأول الملك الذي غدر به الجميع